# Mô hình Trùng Khánh
"Mô hình Trùng Khánh" trỏ các chính sách kinh tế xã hội được thực hiện ở đại đô thị Trùng Khánh của Trung Quốc. Tuy gắn liền với Bạc Hy Lai, từng làm bí thư thành ủy từ năm 2007 đến năm 2012, nhưng thật ra vài chính sách khởi nguồn từ những tiền nhiệm của ông.
Về phương diện xã hội mô hình Trùng Khánh tăng cường chính quyền và thúc đẩy tư tưởng cánh tả mới. Trong thành phố đông cảnh sát hơn và các nhóm phạm tội có tổ chức bị chế ngự một cách rộng rãi, nhưng có lúc trái luật pháp. Phong trào "văn hóa hồng" được phát động để tuyên truyền đạo đức xã hội chủ nghĩa thời Mao. Về phương diện kinh tế thu hút đầu tư từ nước ngoài và trợ giúp ngành sản xuất để phục vụ thị trường trong thành phố. Cũng thi hành các dự án công chính lớn, trợ cấp người nghèo thêm nhà cửa, và giúp người nông thôn chuyển đến thành phố được dễ dàng hơn.
Mô hình Trùng Khánh thách thức phe cải cách do Tổng Bí thư Hồ Cẩm Đào và Tổng lý Ôn Gia Bảo cầm đầu. Khi Bạc Hy Lai mất chức vị đầu năm 2012 thì vài chính sách đại diện cho mô hình Trùng Khánh bị bỏ đi, như "văn hóa hồng". Những người tin là đã mắc oan trong cuộc chống tham nhũng cũng bắt đầu tìm bồi thường pháp luật.

## Bối cảnh
Là con trai của ngôi sao Đảng Cộng sản Trung Quốc Bạc Nhất Ba, Bạc Hy Lai được chỉ định làm bí thư thành ủy của Trùng Khánh thế chỗ tiền nhiệm Uông Dương trong Đại hội Đại biểu Toàn quốc lần thứ 17 ĐCSTQ vào tháng 10 năm 2007. Từng làm Bộ trưởng Thương mại, lúc đầu không muốn nhận chức vụ, là bị xuống chức theo rất nhiều người, vì đã hy vọng trở thành phó tổng lý. Bấy giờ Trùng Khánh mắc những vấn đề nghiêm trọng như ô nhiễm không khí nước, thất nghiệp cao, vệ sinh công cộng kém, và các hậu quả phụ của việc thi công Đập Tam Hạp.
Tuy không vừa ý với công tác bí thư thành ủy Trùng Khánh, nhưng Bạc sớm quyết tâm dùng chức vị tiến thân lên cấp cao hơn. Cuối năm 2012 Đại hội lần thứ 18 ĐCSTQ sẽ bầu lên Ủy ban Thường vụ Bộ Chính trị mới, có bảy trong chính ủy viên dự tính cáo hưu, cả Hồ Cẩm Đào lẫn Ôn Gia Bảo. Xưa nay chẳng giấu diếm khát vọng vào được cấp lãnh đạo cao nhất, Bạc chờ dịp tốt thay chỗ bạn đồng minh Chu Vĩnh Khang trong Ủy ban Thường vụ, là người đứng đầu bộ máy an ninh của đảng.
Ở Trùng Khánh Bạc đề xướng bộ chính sách kinh tế xã hội có mục đích giải quyết các vấn đề đa dạng của Trung Quốc vào hiện đại, gọi là "mô hình Trùng Khánh". Vừa phản bác các chính sách được phe cải cách của Ôn Gia Bảo và Hồ Cẩm Đào tán thành, vừa trái ngược với mô hình Quảng Đông của tiền nhiệm và đối thủ Uông Dương: Bạc muốn nhà nước can thiệp vào đời sống kinh tế xã hội, Uông cho kinh tế và chính trị được tương đối tự do.

## Đặc điểm

### Đánh phạm tội có tổ chức
Thời Bạc nắm quyền Trùng Khánh thấy ngày ngày chiến tranh kéo dài chống lại các nhóm phạm tội có tổ chức và tham nhũng, gọi là "đánh đen" (打黑, dahei). Từ năm 2009 ước tính có 5.700 người bị bắt, nào tội phạm, nào doanh nhân, nào cảnh sát, nào thẩm phán, nào công chức, nào đối thủ chính trị, đều bị tố tham nhũng hay đồng phạm cả. Bạc để cảnh sát trưởng kiêm phó thị trưởng Vương Lập Quân trông coi cuộc chiến, ở tỉnh Liêu Ninh từng làm việc với nhau. Theo các báo cáo Tổng Bí thư Hồ Cẩm Đào tán thành kế hoạch, và tuy tự nhận công lao, song Bạc cũng ca ngợi sự lãnh đạo của trung ương.
Đánh đen làm tên tuổi của Bạc cả nước đều biết, Trùng Khánh ai nấy ủng hộ cả, đặc biệt vì tai tiếng là trung tâm phạm tội. Danh tiếng trong nước và ngoài nước của Bạc thăng tiến và bắt đầu có đề nghị lấy kinh nghiệm Trùng Khánh làm cơ sở chống tội phạm trên toàn quốc. Lúc thực hiện kế hoạch Bạc được vài ủy viên nắm quyền của Ủy ban Thường vụ Bộ Chính trị ủng hộ, như Ngô Bang Quốc, Giả Khánh Lâm, Lý Trường Xuân, Tập Cận Bình, và Chu Vĩnh Khang, từ năm 2010 đến năm 2011 đều hoặc đến thăm hoặc ca ngợi.
Bạc bị chỉ trích vì đi tắt thủ tục pháp luật và làm hao mòn nền pháp trị. Theo phần lớn các báo cáo cuộc Đánh Đen "vừa lạm dụng tòa án vừa lạm dụng cảnh sát." Những người là mục tiêu chính quyền giam giữ tùy tiện, ước tính khoảng 1.000 bị bắt đi lao động. Luật sư bị khép án tù. Bị cáo đồn là bị tra tấn nhận tội. Ngoài ra nhiều người tuy chẳng phạm tội nào nhưng vẫn bị nhắm vì là doanh nhân hay đối thủ chính trị có tài sản có thể giúp tài trợ chương trình nhà ở nhẹ giá được lòng dân của Bạc; ước tính rằng 11 tỷ đô la đã bị tịch thu. Một doanh nhân trốn ra nước ngoài kể là công an Trùng Khánh đã chiếm doanh nghiệp bất động sản trị giá 700 triệu đô la của anh và tra tấn anh vì cố mua đất mà chính phủ cũng muốn. Một chủ blog nhỏ bị khép án một năm lao động vì chỉ trích Bạc lạm dụng hệ thống tòa án.
Một hệ thống giám sát điện tử lớn được thành phố tài trợ thành lập để đánh tội phạm và duy trì ổn định chính trị. Báo chí truyền hình nhà nước mô tả là "hệ thống nghe lén toàn diện, từ viễn thông đến mạng Internet." Không chỉ tội phạm địa phương mà ngay những lãnh tụ hàng đầu của Trung Quốc cũng bị nghe lén. Tháng 8 năm 2011 một cuộc điện thoại của Hồ Cẩm Đào bị nghe lén theo lệnh của Bạc. Việc bại lộ dẫn đến Ủy ban Kiểm tra Kỷ luật Trung ương điều tra gắt gao và một phần khiến sự nghiệp chính trị của Bạc đổ vỡ vào năm 2012.

### Chính sách xã hội

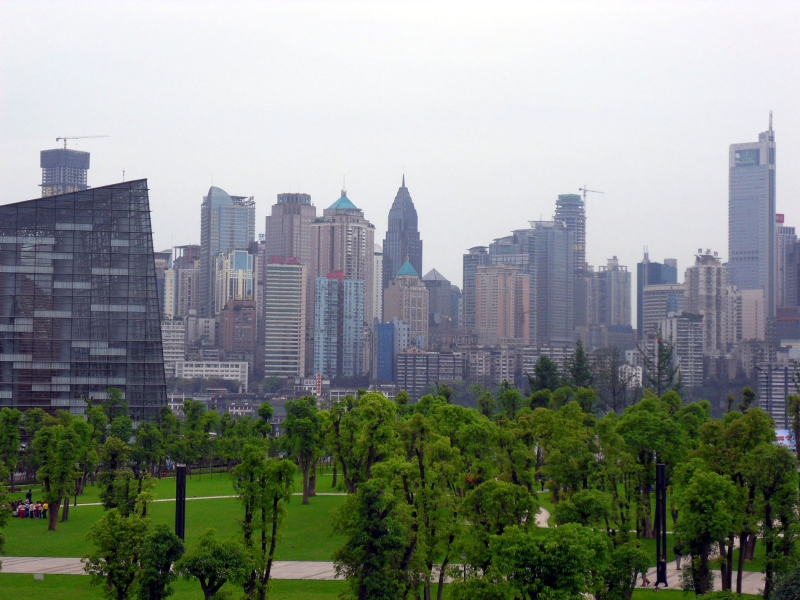
Thời Bạc Hy Lai hàng triệu cây được nhập khẩu và trồng ở Trùng Khánh để "phủ xanh" thành phố.

Một yếu tố cơ bản của mô hình Trùng Khánh là các chính sách xã hội có mục đích giảm bớt khoảng cách giàu nghèo và sự phân chia nông thôn - thành thị. Bạc thúc đẩy tư tưởng kinh tế bình quân theo chủ nghĩa cộng sản và chủ trương là nếu phát triển kinh tế giống như ‘nướng bánh’ thì nhiệm vụ hàng đầu nên là chia cho công bằng, chứ không phải là nướng được lớn hơn.
Thành phố chi 15,8 tỷ đô la dựng các chung cư giá rẻ cho sinh viên mới tốt nghiệp, công nhân mới chuyển đến và những người có thu nhập thấp, mục tiêu là 2,4 triệu cư dân được nhà ở vào năm 2012. Thu nhập dưới 3.000 nhân dân tệ là 10.000.000 đồng mỗi tháng sẽ được thuê trong kì hạn ba năm, sau đó được tùy chọn mua. Năm 2010 nguyên thị trưởng Trùng Khánh vào thời Bạc nhận rằng chương trình nhà ở nhẹ giá có vay mượn những yếu tố của Ban Nhà ở Singapore và giải thích là người dân được đỡ thêm tiền nhà ở "để cho còn tiền mà tiêu vào nền kinh tế."
Người đến từ nông thôn được giúp đăng ký hộ tịch thành phố, vừa để giảm đi sự bất bình đẳng, vừa để mà chính phủ phát triển đất nông thôn chưa tận dụng. Nguyên là năm 2007 Trùng Khánh được chọn làm điểm thử các phương án có mục đích giảm nhẹ sự chia cắt nông thôn - thành thị và giúp người nông thôn hòa nhập vào thành phố dễ dàng hơn. Tuy có 32 triệu cư dân nhưng đến 23,4 triệu không có tên trong sổ dân, mà ở Trung Quốc hộ khẩu quyết định không chỉ nơi sống, mà còn cơ hội giáo dục, thuế má, quyền tài sản, v.v. Bạc hứa chuyển ba triệu dân nông thôn vào các khu vực thành thị. Trùng Khánh mở các "sở trao đổi đất đai" nơi dân làng có thể vay tiền tín dụng để tối đa hóa canh tác ruộng đất.
Tác phong dân túy của Bạc tỏ ra trong cách đối phó các cuộc đình công của hơn 8.000 tài xế xe taxi vào tháng 11 năm 2008, trong hai ngày phản đối phí cao, cạnh tranh vô kiểm soát, và phí xăng dầu tăng. Thường các cuộc biểu tình giống vậy sẽ bị đàn áp, có khi đổ máu, phương tiện truyền tin nhà nước đổ cho tội phạm xúi giục, nhưng Bạc lại truyền hình chính quyền đối thoại cùng người biểu tình với người dân, và cho phép thành lập công đoàn. Ông được khen là trị nhẹ nhàng so với các lãnh tụ khác; về sau một doanh nhân được cho là đã dự vào sắp đặt bãi công bị khép án 20 năm tù vì gây rối giao thông và lưu manh.
Một công tác lớn để "phủ xanh" thành phố thông qua trồng cây cũng được tiến hành. Chính quyền thành phố theo báo cáo nhập khẩu hàng triệu cây xanh mà nhiều là cây bạch quả. Chi phí ước tính lên tới 10 tỷ nhân dân tệ.

### Phong trào văn hóa hồng
Lúc nắm quyền Bạc phát động các phong trào kiểu Mao để khôi phục lại "văn hóa hồng" và nâng cao tinh thần quần chúng. Bao gồm nhũng lời nói Tư tưởng Mao Trạch Đông, "hát hồng" (唱红, changhong), chương trình truyền hình với nhạc kịch cách mạng, và khuyến khích sinh viên ra làng quê làm việc, giống như Phong trào lên núi xuống hương của Cách mạng Văn hóa.
Trước Quốc khánh thứ 60 của Trung Quốc Bạc gửi "tin nhắn hồng" đến 13 triệu người dùng điện thoại di động của thành phố. Thường trích dẫn quyển Mao Chủ tịch Ngữ lục. Bạc cũng dựng tượng Mao mới và cho xây nhà ở giá rẻ cho người nghèo. Vài học giả mô tả đó là tỷ dụ của việc phục hưng Tư tưởng Mao Trạch Đông.
Năm 2011 Bạc và Sở Truyền thông của thành phố phát động "phong trào Hồng Ca" yêu cầu mọi quận, cơ quan chính quyền, doanh nghiệp, tổ chức giáo dục, và đài phát thanh với truyền hình nhà nước "hát những bài hát hồng" ca ngợi thành tích của Đảng Cộng sản Trung Quốc. Bạc quyết phục hưng thành phố theo những lý tưởng của chủ nghĩa Mác gợi nhớ đến thời Mao.
Người dân phản ứng khác nhau. Vài tầng lớp xã hội tán thành việc phục hưng văn hóa thời Mao và các chương trình phúc lợi xã hội đi kèm, cả những người theo chủ nghĩa Mác lẫn những người theo chủ nghĩa tân cánh tả. Một sinh viên đồng ý với tinh thần của phong trào nói rằng "Bài hát hồng tâm tôi rung động, bài hát nay tâm tôi lặng yên … Cuộc sống duy vật thật sự lãng phí ngày giờ vậy." Một nhóm người hưu trí tham gia hát hồng nói "Thời trẻ đã ghi nhớ những bài hát hồng này. Nay mặc dầu trưởng thành nhưng tinh thần cách mạng vẫn xanh, muốn truyền lại cho con cái." Một người khác cảm thấy phải tham gia để tạ ơn phát triển kinh tế đất nước của Đảng Cộng sản Trung Quốc.
Những người khác lo lắng, đặc biệt là giới trí thức. Một luật sư 57 tuổi nói rằng "Tôi đã chứng kiến thầy giáo cô giáo bị Hồng vệ binh đánh. Thật kinh khủng … Thanh niên thời nay có lẽ không biết, nhưng một khi đã sống qua, làm sao hát nên tiếng?" Một học giả ví phải tham gia phong trào với "bị dìm trong biển Hồng." Tháng 9 năm 2009 một quan chức cấp trung của thành phố tự sát sau khi bị ép tham gia phong trào hát hồng. Có tin là bị ký ức về Cách mạng Văn hóa làm cho đau đớn. Những người phê bình và đối thủ của Bạc chế nhạo ông là "tiểu Mao", vài người sợ phong trào văn hóa hồng quá giống Cách mạng Văn hóa.

### Chính sách kinh tế

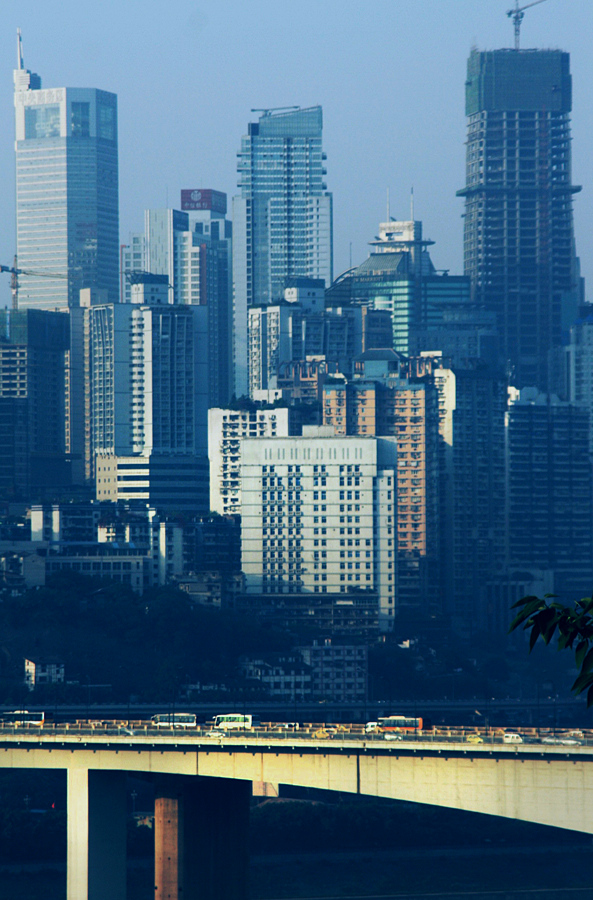
Đường chân trời Trùng Khánh, năm 2011.

Kinh tế là yếu tố quan trọng khác của mô hình Trùng Khánh. Giống như ở tỉnh Liêu Ninh, Bạc thu hút nước ngoài đầu tư vào thành phố, giảm mức thuế doanh nghiệp xuống 15% so với mức trung bình 25% trên cả nước, và tìm cách kích thích đô thị hóa và công nghiệp hóa nhanh chóng. Chính sách của tiền nhiệm giữ nguyên là lấy tiêu dùng trong thành phố thay vì xuất khẩu làm cơ sở tăng trưởng. Bạc cũng nhấn mạnh tầm quan trọng của các doanh nghiệp nhà nước: năm 2010 đặt nặng Trung Quốc "[cần] doanh nghiệp thuộc sở hữu nhà nước." Đáng chú ý Bạc thử đánh thuế nhà ở tư nhân, nhưng trái ngược với thí điểm giống vậy tại Thượng Hải ở chỗ mức thuế cao hơn đáng kể và chính quyền hết sức chứng minh rằng những người giàu nhất sẽ phải trả.
Trùng Khánh tăng trưởng GDP hàng năm vượt xa mức trung bình của cả nước. Ví dụ: năm 2008 cả nước theo thống kê tăng 8%, Trùng Khánh 14,3%; cùng năm ngoại thương tăng 28%, cho vay ngân hàng 29%. Vài tập đoàn lớn hoặc đã thành lập hoặc đã mở rộng đáng kể hoạt động sản xuất ở Trùng Khánh, bao gồm Hewlett-Packard, Foxconn, Ford Motors và BASF.
Tuy được trong nước và ngoài nước khen ngợi, song cũng có bị chỉ trích. Cụ thể là việc tài trợ cơ sở hạ tầng, nhà ở và dự án công chính bị trách vì làm tăng thâm hụt ngân sách của thành phố. Nguyên chủ tịch của một hiệp hội kinh doanh Trùng Khánh kể rằng vào thời Bạc "rất nhiều quan chức không được lãnh lương đúng hạn, mà phải nhận mảnh phiếu cho vay. Nền kinh tế sớm muộn sẽ đổ vỡ." Trùng Khánh được trung ương bơm rất nhiều tiền vào khủng hoảng kinh tế năm 2008, 34 tỷ đô la. Các đối thủ chính trị như tiền nhiệm Uông Dương nghi số liệu kinh tế của Trùng Khánh "bị thao túng", nguyên do là các dự án xây dựng và công chính không cần thiết.